# Tuffi ai XVIII Giochi panamericani - Trampolino 1 metro femminile
Il concorso dei tuffi dal trampolino 1 metro femminile dei XVIII Giochi panamericani si è svolto il 2 agosto 2019 presso il Centro aquatico di Lima in Perù.

## Programma
| Data          | Ora   | Evento      |
| ------------- | ----- | ----------- |
| 2 agosto 2019 | 10:00 | Preliminare |
| 2 agosto 2019 | 20:45 | Finale      |

## Risultati
In verde sono contraddistinti i finalisti.
| Class   | Atleta                  | Natione     | Preliminare | Preliminare | Finale | Finale |
| Class   | Atleta                  | Natione     | Punti       | Class       | Punti  | Class  |
| ------- | ----------------------- | ----------- | ----------- | ----------- | ------ | ------ |
| Oro     | Sarah Bacon             | Stati Uniti | 247.25      | 4           | 284.10 | 1      |
| Argento | Brooke Schultz          | Stati Uniti | 224.25      | 9           | 279.45 | 2      |
| Bronzo  | Paola Espinosa          | Messico     | 254.65      | 2           | 278.35 | 3      |
| 4       | Dolores Hernández       | Messico     | 255.10      | 1           | 273.15 | 4      |
| 5       | Diana Pineda            | Colombia    | 240.70      | 5           | 259.00 | 5      |
| 6       | Alison Maillard         | Cile        | 227.30      | 8           | 254.70 | 6      |
| 7       | Luana Wanderley         | Brasile     | 249.70      | 3           | 253.55 | 7      |
| 8       | Anisley García          | Cuba        | 234.45      | 6           | 251.65 | 8      |
| 9       | Juliana Veloso          | Brasile     | 232.30      | 7           | 241.30 | 9      |
| 10      | Elizabeth Pérez Noguera | Venezuela   | 202.90      | 12          | 230.60 | 10     |
| 11      | Steffanie Madrigal      | Colombia    | 221.85      | 10          | 230.45 | 11     |
| 12      | Prisis Ruiz             | Cuba        | 217.40      | 11          | 226.35 | 12     |
| 13      | Wendy Espina            | Cile        | 202.15      | 13          |        |        |
| 14      | Mayte Salinas           | Perù        | 196.60      | 14          |        |        |